# Schönborn (Rhein-Lahn-Kreis)

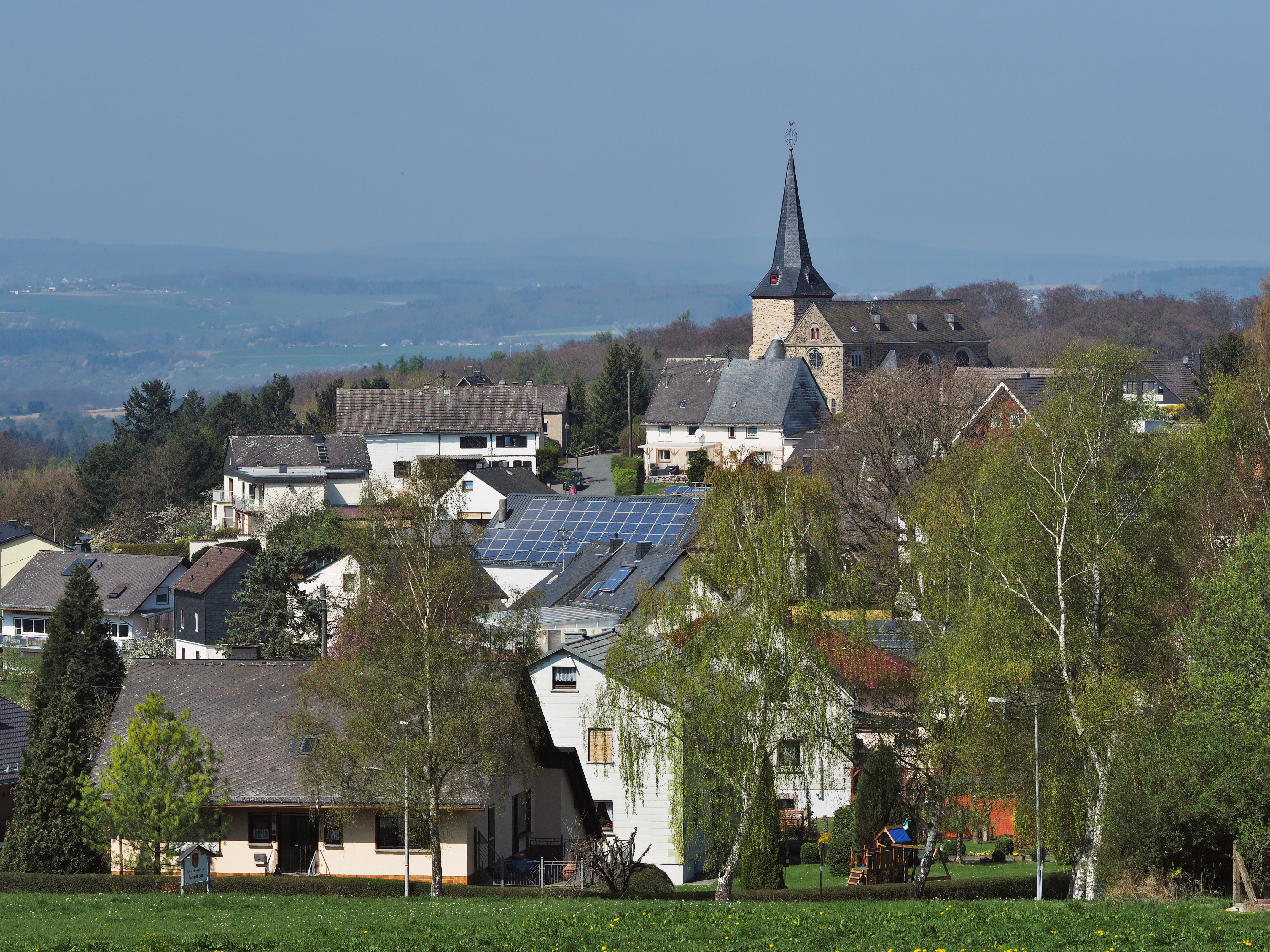
Schönborn von Südost

Schönborn ist eine Ortsgemeinde im Rhein-Lahn-Kreis in Rheinland-Pfalz. Sie gehört der Verbandsgemeinde Aar-Einrich an.

## Geographie
Der Ort liegt im westlichen Hintertaunus in der Landschaft des Einrich, in der Nähe von Katzenelnbogen. Höchste Erhebung bei Schönborn ist der Ergenstein mit 420 m ü. NHN.
Nachbarorte sind Biebrich (westlich), Wasenbach (nordwestlich) und Ebertshausen (südwestlich).

## Gemeindegliederung
Zu Schönborn gehört der Weiler Bärbach sowie die Wohnplätze Apfelhof Bärbach, Schauferts-Hof, Schönborner-Mühle und Soderhof.

## Geschichte

### Schönborn
Der Name des Adelsgeschlechts der Grafen von Schönborn geht auf das Dorf Schönborn im Rhein-Lahn-Kreis bei Diez an der Lahn zurück. Aus einer Urkunde des Jahres 1284 geht hervor, dass es „am schönen Born“ im Niederlahngau, bereits eine Ansiedelung gegeben haben mag, zu der auch eine Kirche gehörte. Die Einwohner standen unter der Herrschaft der Grafen von Katzenelnbogen. Ab 1651 war Hessen-Darmstadt Landesherr. 1806 wurde der Ort dem Herzogtum Nassau zugeordnet, das 1866 vom Königreich Preußen annektiert wurde. Seit 1946 ist Schönborn Teil des damals neu gebildeten Landes Rheinland-Pfalz. 1972 kam es im Zuge einer Verwaltungsreform zur Bildung der Verbandsgemeinde Katzenelnbogen, der die Ortsgemeinde Schönborn bis 2019 angehörte und die dann in der Verbandsgemeinde Aar-Einrich aufging.

### Bärbach
Im Ortsteil Bärbach liegt die Ruine des Klosters Bärbach, das 1339 erstmals genannt und Mitte des 16. Jahrhunderts aufgehoben wurde. Der Ort Bärbach selbst wurde 1197 als eine Besitzung des Klosters Arnstein urkundlich erwähnt.

### Bevölkerungsentwicklung
Die Entwicklung der Einwohnerzahl von Schönborn, Werte von 1871 bis 1987 beruhen auf Volkszählungen:
| Jahr | Einwohner |
| ---- | --------- |
| 1815 | 395       |
| 1835 | 557       |
| 1871 | 649       |
| 1905 | 559       |
| 1939 | 540       |
| 1950 | 607       |

| Jahr | Einwohner |
| ---- | --------- |
| 1961 | 560       |
| 1970 | 573       |
| 1987 | 591       |
| 1997 | 699       |
| 2005 | 772       |
| 2023 | 703       |

## Politik

### Gemeinderat
Der Gemeinderat in Schönborn besteht aus zwölf Ratsmitgliedern, die bei der Kommunalwahl am 9. Juni 2024 in einer Mehrheitswahl gewählt wurden, und dem ehrenamtlichen Ortsbürgermeister als Vorsitzendem. Bei den Wahlen bis 2009 wurden die Ratsmitgliedern in einer personalisierten Verhältniswahl gewählt, da mindestens zwei Wahlvorschlagslsiten eingereicht wurden.
Die Sitzverteilung im Gemeinderat:
| Wahl | SPD               | WGR               | Gesamt   |
| ---- | ----------------- | ----------------- | -------- |
| 2024 | per Mehrheitswahl | per Mehrheitswahl | 12 Sitze |
| 2019 | per Mehrheitswahl | per Mehrheitswahl | 12 Sitze |
| 2014 | per Mehrheitswahl | per Mehrheitswahl | 12 Sitze |
| 2009 | 4                 | 8                 | 12 Sitze |
| 2004 | 4                 | 8                 | 12 Sitze |

### Bürgermeister
Thomas Refke wurde am 18. Juli 2024 Ortsbürgermeister von Schönborn. Bei der Direktwahl am 9. Juni 2024 war er als einziger Bewerber mit einem Stimmenanteil von 84,6 % für fünf Jahre gewählt worden.
Refkes Vorgänger Bernd Roßtäuscher hatte das Amt 2004 übernommen und kandidierte nach drei Wiederwahlen bei der Kommunalwahl 2024 nicht erneut als Ortsbürgermeister.

### Wappen
| Wappen von Schönborn | Blasonierung: „Auf grünem Schildfuß ein silberner Brunnen mit einem goldenen Eimer.“ |
| Wappen von Schönborn | Wappenbegründung: Die Farben Rot und Gold sind die Farben der Grafen von Katzenelnbogen, denen Schönborn früher gehörte. Das Wappen von Schönborn versucht den Namen des Dorfes darzustellen: der schöne Born. (Redendes Wappen) |